# Tiro Federal Argentino - Buenos Aires
O Tiro Federal Argentino - Buenos Aires é uma histórica instituição argentina de tiro desportivo, localizada em Buenos Aires. Foi fundado a 28 de Setembro de 1891 por um grupo de pessoas do Círculo de Armas, um clube social argentino. Aqui já se disputaram provas nacionais e internacionais de tiro desportivo, como os Jogos Pan-Americanos, Campeonatos Sul-Americanos e Nacionais, e Taças do Mundo, de todas as disciplinas da modalidade. Em 2018 receberá as provas de tiro e de pentatlo moderno nos Jogos Olímpicos de Verão da Juventude de 2018.